# Demetrius (Somatophylax)
Demetrius was een van Alexander de Grotes lijfwachten (somatophylakes). Hij werd ervan verdacht om medeplichtig te zijn bij de samenzwering van Philotas tegen Alexander, en werd in 330 v.Chr. geëxecuteerd. Ptolemaeus verving hem als somatophylax.